# Bahnhof Karlsruhe-Durlach

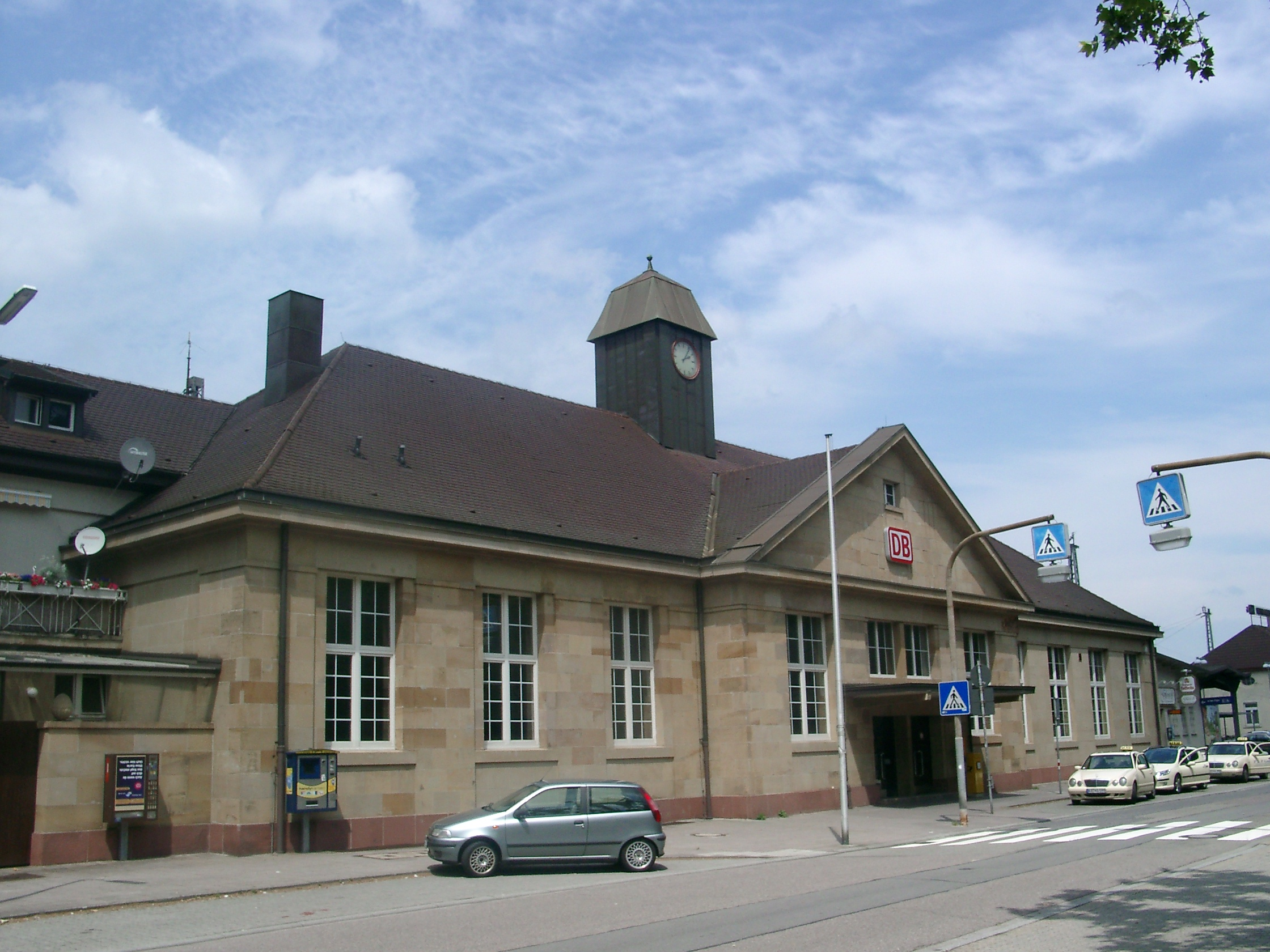
Straßenseite des Bahnhofs Karlsruhe-Durlach (Mai 2007)

Der Bahnhof Karlsruhe-Durlach ist nach dem Hauptbahnhof der zweitgrößte Personenbahnhof der badischen Stadt Karlsruhe. Er wird neben Zügen des Schienenpersonennahverkehrs auch von einzelnen Schienenpersonenfernverkehrszügen sowie von der Stadtbahn Karlsruhe, der Straßenbahn Karlsruhe und der S-Bahn Rhein-Neckar bedient.

## Geschichte

### Erster Bahnhof
Der erste Durlacher Bahnhof wurde 1843 in der damals noch eigenständigen Gemeinde Durlach eröffnet. Er lag an der heutigen Ernst-Friedrich-Straße / Pforzheimer Straße, südöstlich der heutigen Anlage. Die Station lag an der Bahnstrecke Mannheim–Konstanz, deren erste Abschnitte noch in 1600-mm-Breitspur erstellt wurden. Erst 1854 bauten die Großherzoglich Badischen Staatseisenbahnen ihr Netz unter laufendem Betrieb auf Normalspur um. 1859 wurde die Strecke von Durlach nach Mühlacker eröffnet.
Nach der Eröffnung des neuen Durlacher Bahnhofs 1911 verlor der alte an Bedeutung und wurde schließlich 1913 stillgelegt. Im Zuge der alten Streckenführungen verblieb bis Anfang der 1990er Jahre ein Gleisanschluss im Zuge der Pforzheimer Straße zur Badischen Maschinenfabrik Durlach sowie bis in die 1970er Jahre ein Gleisanschluss in der Killisfeldstraße zur Nähmaschinenfabrik Gritzner. Im Bereich zwischen Killisfeldstraße und Pfaffstraße wurde bis 1990 eine Güterabfertigung betrieben, deren Areal im Jahr 2000 überbaut wurde.

### Zweiter Bahnhof
Der zweite Durlacher Bahnhof wurde am 9. Dezember 1911 eröffnet und hatte zur Folge, dass die Strecke nach Mühlacker einen leicht veränderten Verlauf bekam. Die Verlegung des Bahnhofs diente vor allem zur Beseitigung des Engpasses zwischen Durlach und Karlsruhe Hauptbahnhof, da die Züge aus Mühlacker zunächst die Gleise der Strecke Mannheim–Konstanz mitbenutzen mussten. Er steht in unmittelbarem Zusammenhang mit dem Neubau des Karlsruher Hauptbahnhofs.
Die Anlage wurde als Durchgangsbahnhof errichtet, der im Linienbetrieb betrieben wird, wobei die Gleise 1 und 2 dem Verkehr der Strecke Karlsruhe–Pforzheim dienen, die Gleise 5 und 6 dem Verkehr der Strecke Karlsruhe–Heidelberg. 1957 wurden die Streckengleise elektrifiziert. 1957 wurde der Bahnhof mit einem Drucktastenstellwerk ausgestattet, das 2002 durch ein elektronisches Stellwerk ersetzt wurde.
Von 1963 bis 1992 wurde auf einem Geländestück im Osten des Bahnhofs eine viergleisige Verladestelle für den Betrieb von Autoreisezügen betrieben. Es bestanden Verbindungen nach Hamburg und Südfrankreich. Wegen Unrentabilität wurde der Betrieb aufgegeben und das Gelände in der Zwischenzeit mit einem Supermarkt überbaut.
In den Jahren 2003 bis 2005 wurden die Bahnsteige des Durlacher Bahnhofs für 4,5 Millionen Euro komplett saniert, so dass auch Barrierefreiheit im Zuge der S-Bahn Rhein-Neckar und der Stadtbahn Karlsruhe möglich wurde. So wurden die Bahnsteigkanten des Bahnhofs in der einen Hälfte auf 76 cm (passend zur S-Bahn Rhein-Neckar), in der anderen Hälfte auf 55 cm (passend zur Karlsruher Stadtbahn) erhöht. Die Bahnsteigzugänge wurden mit Personenaufzügen ausgestattet.
Anfang April 2004 wurde ein DB ServiceStore im Empfangsgebäude eröffnet. Der gesamte Umbau des Empfangsgebäudes kostete die DB etwa 290.000 €.

### Stadtbahn-Haltestelle
Von 1989 bis 1991 wurde nordwestlich des Bahnhofs eine zweigleisige Stadtbahnstrecke nach BOStrab angelegt, die von der Durlacher Allee abzweigt, die Badische Hauptbahn überquert und nach Grötzingen führt. Dort wird die BOStrab-Strecke zu zwei Eisenbahnstrecken der AVG nach EBO: die Kraichgaubahn nach Heilbronn sowie eine eingleisige Strecke entlang der Bahnstrecke Karlsruhe–Mühlacker Richtung Söllingen.
Parallel zum Bahnhof befindet sich an dieser Strecke eine Haltestelle der Verkehrsbetriebe Karlsruhe (VBK) mit zwei Seitenbahnsteigen (Gleise 11 und 12), an der die Stadtbahnlinien S4, S5 und S51 der Stadtbahn Karlsruhe sowie die Linie 5 der Straßenbahn Karlsruhe halten. Die Stadtbahnlinien S31 und S32 sowie einzelne Eilzüge der Linie S5 halten im DB-Bahnhof. Durch eine Unterführung sind alle Bahnsteige des DB-Bahnhofes und die der VBK-Haltestelle miteinander verbunden. Die Bahnsteige an der VBK-Haltestelle haben eine Höhe von 38 cm und sind, anders als die DB-Bahnsteige, nicht barrierefrei (per Aufzug) aus der Unterführung erreichbar. Gleis 12 (Richtung Karlsruhe) hat noch einen Zugang ohne Stufen von der K 9659. Die VBK planen, Aufzüge von der Unterführung zu den Bahnsteigen einzubauen, die Bahnsteighöhe auf die dort verkehrenden Fahrzeuge anzupassen (55 cm Höhe auf 72 m Bahnsteiglänge sowie 34 cm Höhe auf 36 m Länge) und einen neuen Überweg über die Gleise und die K 9659 zur Untermühlsiedlung zu bauen.

## Verkehr

### Fernverkehr
Der Bahnhof wird in Tagesrandlage und zur Hauptverkehrszeit von einzelnen Fernzügen der DB Fernverkehr bedient:
| Linie  | Linienverlauf | Taktfrequenz     |
| ------ | --- | ---------------- |
| ICE 42 | Hamburg-Altona – Hamburg Dammtor – Hamburg – Hamburg-Harburg – Bremen – Diepholz – Osnabrück – Münster – Gelsenkirchen – Essen – Duisburg – Düsseldorf – Köln – Mannheim – Stuttgart – Karlsruhe-Durlach – Karlsruhe Hbf – Baden-Baden – Offenburg | ein Zugpaar      |
| ICE 26 | Karlsruhe Hbf – Karlsruhe-Durlach – Heidelberg – Darmstadt – Frankfurt (Main) – Gießen – Kassel-Wilhelmshöhe – Göttingen – Hannover – Hamburg – Schwerin – Rostock – Stralsund – Ostseebad Binz                                                    | ein Zugpaar      |
| IC 30  | Offenburg – Rastatt – Karlsruhe Hbf – Karlsruhe-Durlach – Stuttgart – Mannheim – Koblenz – Köln Hbf – Düsseldorf – Dortmund – Osnabrück – Bremen – Hamburg – Schwerin – Rostock – Stralsund – Greifswald                                           | einzelne Züge    |
| IC 50  | Leipzig – Apolda – Erfurt – Fulda – Heidelberg – Karlsruhe-Durlach – Karlsruhe Hbf | ein Zug sonntags |
| IC 60  | Karlsruhe Hbf – Karlsruhe-Durlach – Stuttgart – Ulm – Augsburg – München | einzelne Züge    |

### Regionalverkehr
Regelmäßig bedient wird der Bahnhof Durlach von den Regional-Express-Linien RE 1 (Arverio Baden-Württemberg), RE 45 und RE 73 (DB Regio Mitte) und der Metropolexpress-Linie MEX 17a (DB Regio Stuttgart).
| Linie   | Strecke | Taktfrequenz                                                           |
| ------- | --- | ---------------------------------------------------------------------- |
| RE 1    | Karlsruhe Hbf – Karlsruhe-Durlach – Pforzheim – Mühlacker – Vaihingen (Enz) – Stuttgart (– Schorndorf – Aalen) | 60 min (Karlsruhe – Stuttgart) 120 min (Karlsruhe – Stuttgart – Aalen) |
| RE 45   | Karlsruhe Hbf – Karlsruhe-Durlach – Bretten – Eppingen – Schwaigern – Heilbronn                                | 60 min                                                                 |
| RE 73   | Karlsruhe Hbf – Karlsruhe-Durlach – Bruchsal – Heidelberg                                                      | 60 min                                                                 |
| MEX 17a | (Karlsruhe Hbf – Karlsruhe-Durlach –) Pforzheim – Mühlacker – Vaihingen (Enz) – Stuttgart                      | einzelne Züge zur HVZ                                                  |

### S-Bahn/Stadtbahn

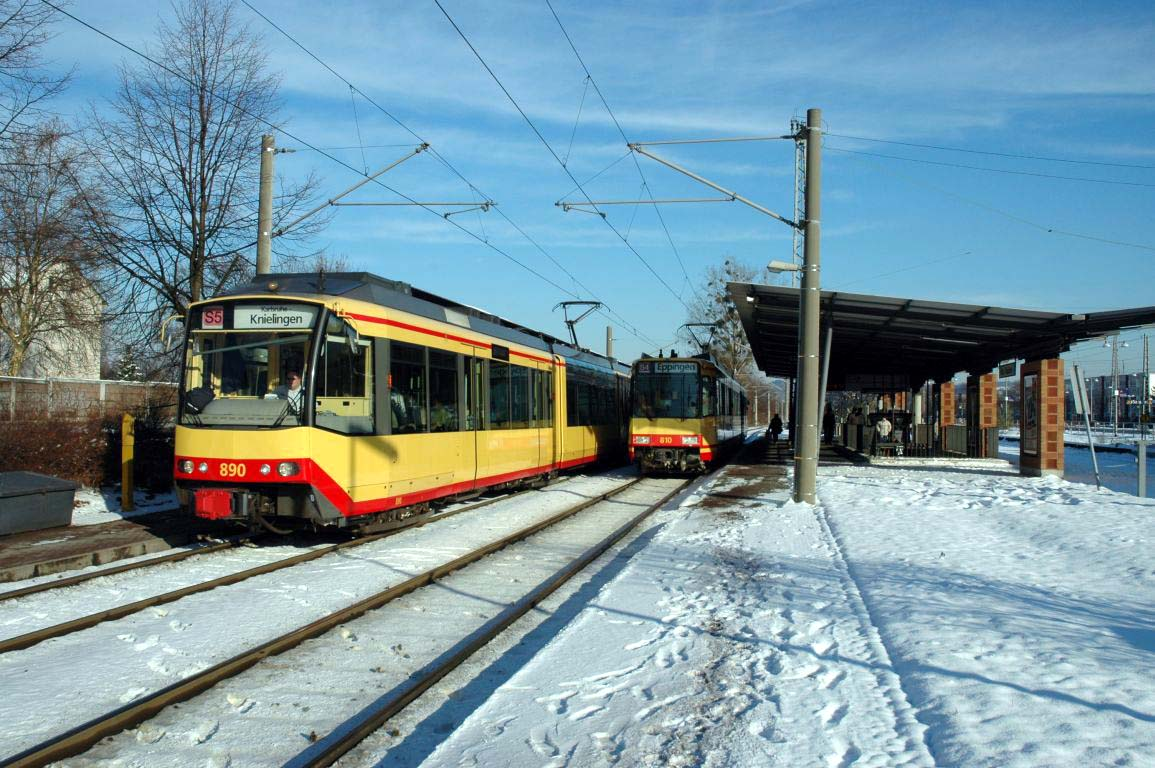
Stadtbahn-Züge der Linien S4 und S5 auf den Straßenbahngleisen (Gleise 11 und 12) des Durlacher Bahnhofs (Dezember 2005)

#### S-Bahn Rhein-Neckar
Eine Linie der S-Bahn Rhein-Neckar, betrieben durch die DB Regio Mitte, bedient den Bahnhof.
| Linie | Verlauf | Takt      |
| ----- | --- | --------- |
| S 3   | Germersheim – Lingenfeld – Heiligenstein (Pfalz) – Berghausen (Pfalz) – Speyer Hbf – Speyer Nord-West – Schifferstadt Süd – Schifferstadt – Limburgerhof – (Ludwigshafen-Rheingönheim – Ludwigshafen-Mundenheim –) (stündlich) Ludwigshafen (Rhein) Hbf – Ludwigshafen (Rhein) Mitte – Mannheim Hbf – (Mannheim ARENA/Maimarkt – Mannheim-Seckenheim –) (stündlich) Mannheim-Friedrichsfeld Süd – Heidelberg-Pfaffengrund/Wieblingen – Heidelberg Hbf – Heidelberg-Kirchheim/Rohrbach – St Ilgen-Sandhausen – Wiesloch-Walldorf – Rot-Malsch – Bad Schönborn-Kronau – Bad Schönborn Süd – Stettfeld-Weiher – Ubstadt-Weiher – Bruchsal – (Bruchsal Bildungszentrum – Untergrombach – Weingarten (Baden) –) (einzelne Züge) Karlsruhe-Durlach – Karlsruhe Hbf Stand: Fahrplanwechsel Dezember 2021 | 30/60 min |

#### Stadtbahn Karlsruhe
Vier Stadtbahnlinien der Albtal-Verkehrs-Gesellschaft (AVG), sowie eine Straßenbahnlinie der Verkehrsbetriebe Karlsruhe (VBK) bedienen den Bahnhof. Davon fahren die Linien S31 und S32, sowie einzelne Eilzüge auf der Linie S5 vom DB-Teil ab, die sonstigen Fahrten der Linien S4, S5, S51 und 5 von der VBK-Haltestelle. An der Durlacher Allee liegt in fußläufiger Entfernung außerdem die Haltestelle Auer Str./Dr. Willmar Schwabe der Straßenbahnlinien 1 und 2.
| Linie    | Strecke | Taktfrequenz / Bemerkungen |
| -------- | --- | --- |
| S 31     | Karlsruhe Hbf – Karlsruhe-Durlach – Bruchsal – Ubstadt Ort – Odenheim | 20/40 min (Flügelung mit S32 in Ubstadt Ort) |
| S 32     | Karlsruhe Hbf – Karlsruhe-Durlach – Bruchsal – Ubstadt Ort – Menzingen (Baden) | 20/40 min (Flügelung mit S31 in Ubstadt Ort) |
| S 4      | Karlsruhe Albtalbahnhof – Karlsruhe Hbf (Vorplatz) – Marktplatz – Tullastraße – Karlsruhe-Durlach – Grötzingen – Bretten – Eppingen – Schwaigern (Württ) – Heilbronn Bahnhofsvorplatz – Heilbronn Pfühlpark – Weinsberg – Öhringen Hbf – Öhringen-Cappel | 20/40-Minuten-Takt (ein Zug nur ab/bis Flehingen/Eppingen) |
| S 5 S 51 | Wörth Badepark (S5) / Germersheim (S51) – Wörth (Rhein) – Knielingen Rheinbergstraße – Mühlburg Entenfang – Europaplatz – Marktplatz – Tullastraße – Karlsruhe-Durlach – Grötzingen – Berghausen – Söllingen – Pforzheim                                 | 20 min (Wörth Badepark – Knielingen) 60 min (Germersheim – Knielingen) 10 min (Knielingen – Pfinztal) 30 min (Pfinztal – Pforzheim) Einzelne Sprinter-Züge aus Pforzheim fahren von/nach Karlsruhe Hbf über den DB-Teil des Bahnhofs |
| 5        | Karlsruhe-Durlach – Tullastraße – Rüppurer Tor – Ettlinger Tor – Mathystraße – Weinbrennerplatz – Kühler Krug – Mühlburg Entenfang – Rheinhafen | 10 min |